# Vanamõisa
Vanamõisa este o arie protejată (arie specială de conservare — SAC, sit de importanță comunitară — SCI, arie de protecție specială avifaunistică — SPA) din Estonia întinsă pe o suprafață de 1.540 ha, integral pe uscat.

## Localizare
Centrul sitului Vanamõisa este situat la coordonatele 58°43′57″N 22°28′32″E / 58.7326°N 22.4755°E.

## Înființare
Situl Vanamõisa a fost declarat sit de importanță comunitară în aprilie 2004 pentru a proteja 6 specii de animale. Alte tipuri de protecție:
- arie de protecție specială avifaunistică (în aprilie 2004)[2]
- arie specială de conservare (în iulie 2010)[1][3][4]

## Biodiversitate
Situată în ecoregiunile boreală și marină baltică, aria protejată conține 9 habitate naturale: Terase mlăștinoase și terase nisipoase neacoperite de apă la reflux, Lagune de coastă, Golfuri mici largi și golfuri puțin adânci, Vegetație perenă pe țărmurile stâncoase, Insulițe și insule mici din Baltica boreală, Pășuni de coastă din Baltica boreală, Litoraluri nisipoase din Baltica boreală cu vegetație perenă, Formațiuni de Juniperus communis pe lande sau pajiști calcaroase, Taiga vestică.
La baza desemnării sitului se află mai multe specii protejate de  păsări (6): rață pitică (Anas crecca), gâscă cenușie (Anser anser), pietruș (Arenaria interpres), Branta leucopsis, prundaș gulerat mare (Charadrius hiaticula), fluierarul cu picioare roșii (Tringa totanus).
Pe lângă speciile protejate, pe teritoriul sitului au mai fost identificate 3 specii de plante.